# Jonas Struß
Jonas Struß (* 26. September 1997 in Hermannsburg) ist ein ehemaliger deutscher Fußballspieler.

## Leben
Struß bestritt am 16. August 2014 sein erstes Spiel für den FC Rot-Weiß Erfurt in der A-Junioren-Bundesliga Nord/Nordost. Er kommt auf insgesamt 46 Spiele in der A-Junioren-Bundesliga. Der Verein Rot-Weiß Erfurt nahm ihn am 17. Mai 2016 offiziell unter Vertrag. Sein Drittligadebüt gab er am 15. Spieltag der Saison 2016/17 gegen Preußen Münster.
Zur Saison 2017/18 wechselte er zur BSG Wismut Gera. In den Saisons 2018/19 und 2019/20 spielte er für den SV 09 Arnstadt in der Thüringenliga.

## Erfolge
FC Rot-Weiß Erfurt
- Thüringer Landespokal: 2017